# Bahnstrecke Winterthur–Etzwilen
| Streckennummer (BAV): | 821                  |                                   |                                   |
| Fahrplanfeld: | 821                  |                                   |                                   |
| Streckenlänge: | 31,81 km             |                                   |                                   |
| Spurweite: | 1435 mm (Normalspur) |                                   |                                   |
| Stromsystem: | 15 kV 16,7 Hz ~      |                                   |                                   |
| |                      |                                   |                                   |
| \| \| \| nach Zürich \| \| \| \| \| nach Bülach \| \| \| \| 0.0 \| Winterthur \| Winterthur \| \| \| \| nach Schaffhausen \| \| \| \| \| nach W. Grüze, Rüti ZH und Wil SG \| \| \| \| 3.61 \| Oberwinterthur \| Oberwinterthur \| \| \| \| nach Romanshorn \| \| \| \| \| Winterthur Wallrüti \| \| \| \| 6.36 \| Reutlingen \| Reutlingen \| \| \| \| A1 (63 m) \| \| \| \| 7.52 \| Seuzach \| Seuzach \| \| \| 9.97 \| Dinhard \| Dinhard \| \| \| 11.84 \| Thalheim-Altikon \| Thalheim-Altikon \| \| \| \| Thurbrücke Ossingen (332 m) \| \| \| \| 19.47 \| Ossingen \| Ossingen \| \| \| 26.88 \| Stammheim \| Stammheim \| \| \| \| von Schaffhausen \| \| \| \| 31.81 \| Etzwilen \| Etzwilen \| \| \| \| nach Singen (Hohentwiel) \| \| \| \| \| nach Konstanz \| \| |                      |                                   |                                   |
| Strecke |                      | nach Zürich                       | nach Zürich                       |
| Abzweig geradeaus und von links |                      | nach Bülach                       | nach Bülach                       |
| Bahnhof | 0.0                  | Winterthur                        | Winterthur                        |
| Abzweig geradeaus und nach links |                      | nach Schaffhausen                 | nach Schaffhausen                 |
| Abzweig geradeaus und nach rechts |                      | nach W. Grüze, Rüti ZH und Wil SG | nach W. Grüze, Rüti ZH und Wil SG |
| Bahnhof | 3.61                 | Oberwinterthur                    | Oberwinterthur                    |
| Abzweig geradeaus und nach rechts |                      | nach Romanshorn                   | nach Romanshorn                   |
| Haltepunkt / Haltestelle |                      | Winterthur Wallrüti               | Winterthur Wallrüti               |
| Haltepunkt / Haltestelle | 6.36                 | Reutlingen                        | Reutlingen                        |
| Brücke |                      | A1 (63 m)                         | A1 (63 m)                         |
| Bahnhof | 7.52                 | Seuzach                           | Seuzach                           |
| Bahnhof | 9.97                 | Dinhard                           | Dinhard                           |
| Bahnhof | 11.84                | Thalheim-Altikon                  | Thalheim-Altikon                  |
| Brücke über Wasserlauf |                      | Thurbrücke Ossingen (332 m)       | Thurbrücke Ossingen (332 m)       |
| Bahnhof | 19.47                | Ossingen                          | Ossingen                          |
| Bahnhof | 26.88                | Stammheim                         | Stammheim                         |
| Abzweig geradeaus und von links |                      | von Schaffhausen                  | von Schaffhausen                  |
| Bahnhof | 31.81                | Etzwilen                          | Etzwilen                          |
| Abzweig geradeaus und nach links |                      | nach Singen (Hohentwiel)          | nach Singen (Hohentwiel)          |
| Strecke |                      | nach Konstanz                     | nach Konstanz                     |

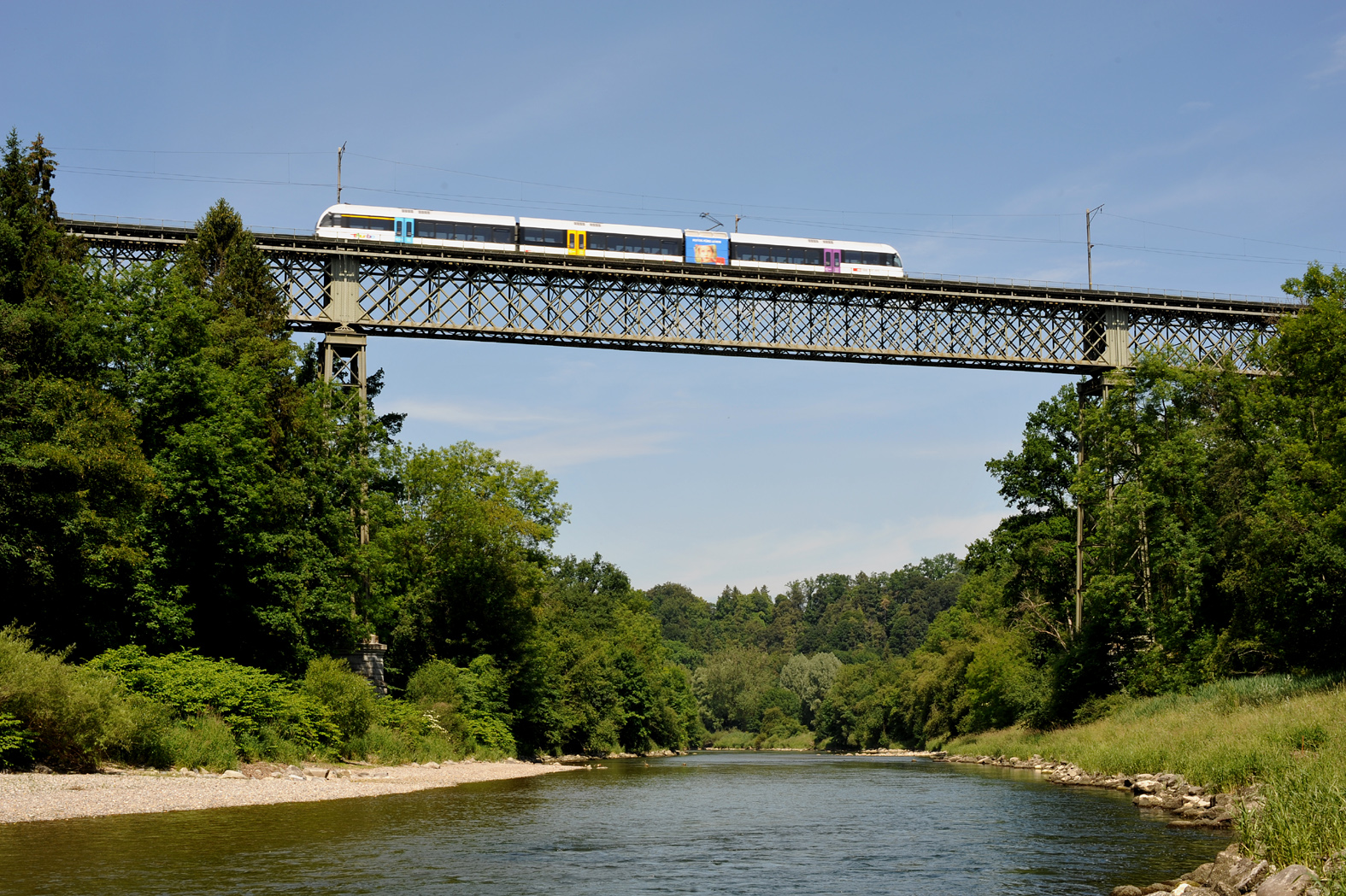
Thurbrücke Ossingen

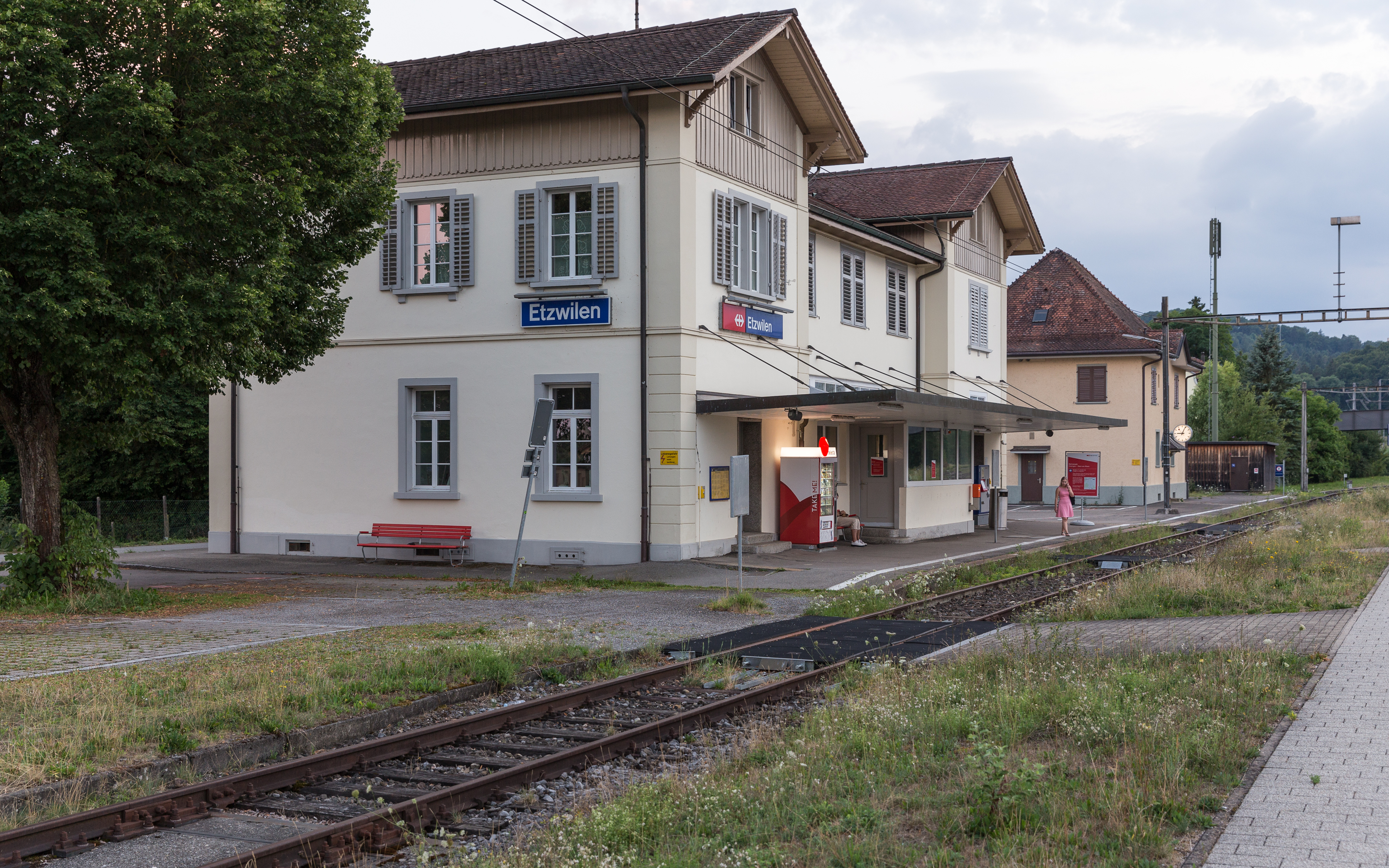
Bahnhof Etzwilen

Die Bahnstrecke Winterthur–Etzwilen wurde am 17. Juli 1875 zwischen Winterthur und Etzwilen von der Schweizerischen Nationalbahn (SNB) eröffnet. Am gleichen Tag wurden auch die Bahnstrecken Etzwilen–Konstanz, Kreuzlingen–Kreuzlingen-Hafen und Etzwilen–Singen eröffnet. Die Bahngesellschaft ging schon 1878 in Konkurs. Daraufhin wurde die Strecke von der Schweizerischen Nordostbahn (NOB) übernommen. Seit 1902 gehört sie zum Streckennetz der Schweizerischen Bundesbahnen (SBB).

## Geschichte
Die Strecke wurde am 15. Mai 1928 zwischen Winterthur und Oberwinterthur mit 15 kV 16,7 Hz elektrifiziert. Die Strecke zwischen Oberwinterthur und Etzwilen und weiter nach Stein a. Rhein wurde am 7. Oktober 1946 elektrifiziert.
Der kondukteurlose Betrieb wurde auf der Linie Winterthur–Stein a. Rhein per Herbst 1992 eingeführt. Zu diesem Zeitpunkt wurden die RABDe 8/16 durch RBDe 4/4 ersetzt.
Auf Bitten der Stadt Winterthur hin wurde 1986 mit Winterthur-Wallrüti die letzte neue Bahnstation an der Strecke eröffnet.

## Strecke
Anfänglich führten von Winterthur in Richtung Oberwinterthur und Winterthur Grüze vier eingleisige Strecken. Diese wurden nachträglich zu zwei doppelspurigen Strecken zusammengelegt (Winterthur–Oberwinterthur 1903 und Winterthur–Winterthur Grüze 1949). Zu dieser Strecke gehörte das nördlichste Gleis. Daneben lag das Streckengleis der NOB in Richtung Romanshorn und danach das Streckengleis der VSB nach St. Gallen, und das südlichste wurde von der Tösstalbahn benutzt. Die restliche Strecke ist bis heute eingleisig geblieben.
Zwischen Thalheim und Ossingen wird die Thur mit dem 328 Meter langen Ossinger Viadukt überquert. Die fünffeldrige Fachwerkbrücke wurde nur überholt und modernisiert, es handelt sich somit in den Grundzügen noch um die originale Brücke von 1877. Bei Reutlingen entstand 1967 eine 63 Meter lange zweifeldrige Spannbeton-Brücke über die neuerbaute Autobahn A1.

## Betrieb
Seit dem Fahrplanwechsel 2018 verkehren auf der Strecke folgende Züge:
- Stündlich von 6 bis 24 Uhr die S 11 Aarau – Lenzburg – Dietikon – Zürich HB – Stettbach – Winterthur – Seuzach/Sennhof-Kyburg (– Wila)  auf dem Abschnitt Winterthur – Seuzach (der andere Ast der S11 führt von Winterthur statt nach Seuzach nach Sennhof-Kyburg bzw. Wila)
- Halbstündlich von 5 bis 24 Uhr die S 29 Winterthur – Stein a. Rhein (ab 21 Uhr stündlich bis Stein a. Rhein und stündlich bis Seuzach)

Zwischen Winterthur und Seuzach besteht ein leicht hinkender Halbstundentakt von 29 zu 31 Minuten.
Im Rahmen der 4. Teilergänzungen der S-Bahn Zürich wurde ab der Fahrplanperiode 2019 der ½-h-Takt auch auf der S29 eingeführt.